# Kamenice (Jizera)

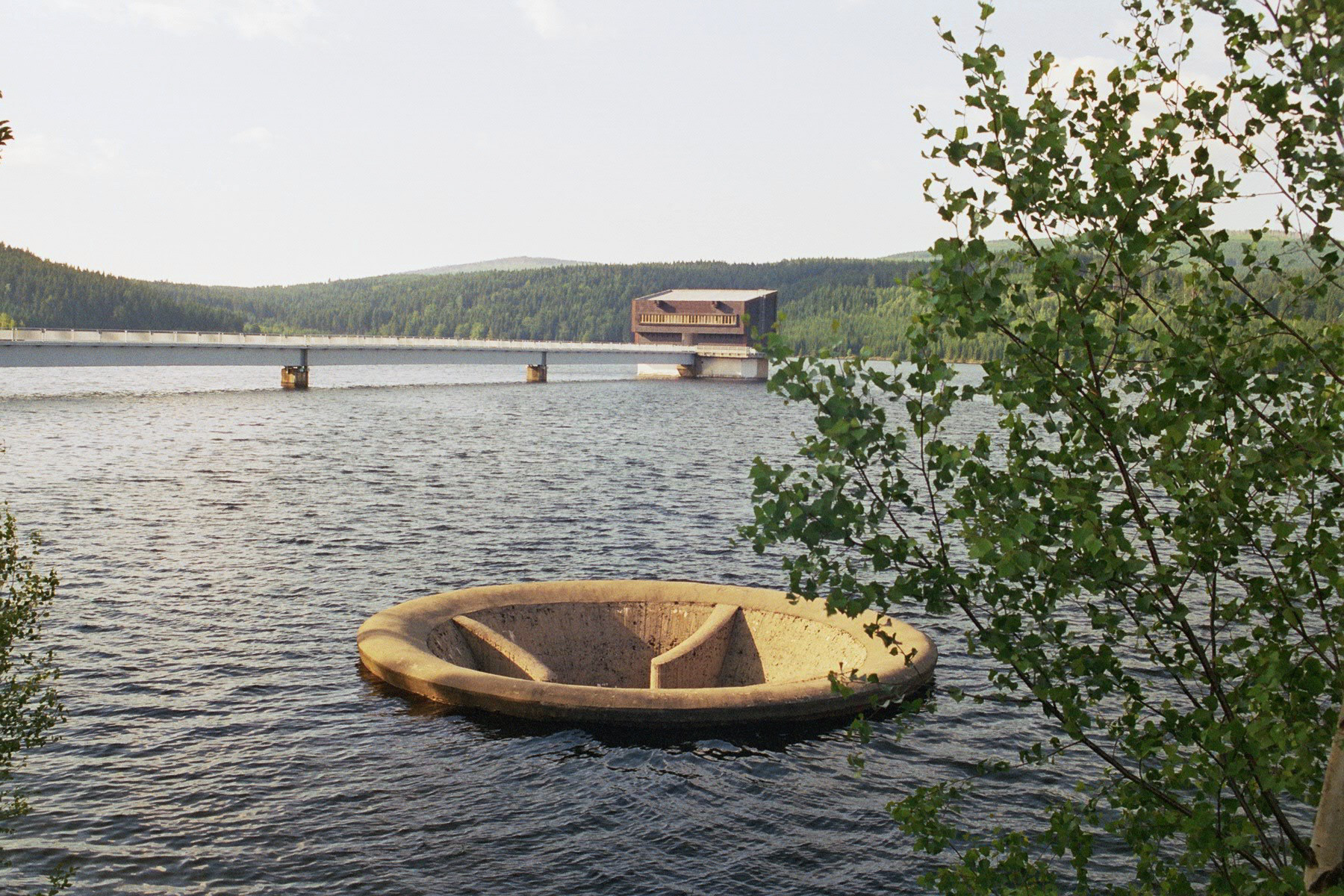
Talsperre Josefsthal: Überlauf und Kontroll-Station

Die Kamnitz (tschechisch Kamenice) ist ein rechter Nebenfluss der Iser in Tschechien.
Sie entspringt in mehreren Quellbächen im Isergebirge in Böhmen am Taubenhaus (Holubník, 1070 m).
Unterhalb des ehemaligen Glasmacherdorfes Christiansthal (Kristiánov), einem Ortsteil von Friedrichswald (Bedřichov), von dem nur noch die Fuchsbaude (Liščí bouda) erhalten blieb und als Glasmuseum genutzt wird, wird die Kamnitz gestaut.
Die Talsperre Josefův Důl oberhalb des Dorfes Josefův Důl wurde zwischen 1976 und 1982 gebaut, hat eine Dammhöhe von 43 m und ein Fassungsvermögen von 23 Millionen m³ und ist die größte im Isergebirge. Sie dient der Trinkwasserversorgung und ist deshalb nicht für Erholungszwecke freigegeben.
Die Kamnitz durchfließt auf ihrem Lauf nach Süden die Stadt Tannwald (Tanvald), wo die Desse (Desná) einmündet. Sie fließt weiter durch Großhammer (Velký Hamr).
Nach 36 km fließt sie bei dem Dörflein Spalow (Spálov u Semil) in der Nähe von Eisenbrod (Železný Brod) in die Iser. Die Kamnitz ist der wasserreichste Nebenfluss der Iser.
Am 29. Juli 1897 führte die Kamnitz ein schweres Hochwasser, nachdem im Isergebirge 310 mm Niederschlag an diesem Tag gefallen waren. Durch den Bruch der Talsperre an der Weißen Desse am 18. September 1916 entstanden auch entlang der Kamnitz Schäden durch die Flutwelle.